# أنديرة
الأنديرة (الاسم العلمي: Andira) هي جنس من النباتات تتبع الفصيلة البقولية من رتبة الفوليات.

## أنواع الأنديرة
- أنديرة عزلاء
- أنديرة غارية الأوراق
- أنديرة قصيرة
- أنديرة أحادية الورقة
- أنديرة ثلاثية الأوراق
- أنديرة جلدية
- أنديرة خاليسكية
- أنديرة سورينامية
- أنديرة شويكية
- أنديرة صغيرة الأزهار
- أنديرة صغيرة الأوراق
- أنديرة صغيرة السداة
- أنديرة ضفافية
- أنديرة طاردة للديدان
- أنديرة عثكولية
- أنديرة قلبية
- أنديرة كبيرة الأذينات
- أنديرة كبيرة الساق
- أنديرة كوبية
- أنديرة كولمانية
- أنديرة كوهابية
- أنديرة لامعة
- أنديرة متعددة الأذينات
- أنديرة مرانية الأوراق
- أنديرة مستدقة
- أنديرة مشرقة
- أنديرة منظاري
- أنديرة مورقة
- أنديرة وبرية
- أنديرة وردية